# Hedwigsburger Okermühle
Die Hedwigsburger Okermühle ist ein seit 1318 beurkundeter Wassermühlen-Standort an der Oker im Kissenbrücker Ortsteil Hedwigsburg, Landkreis Wolfenbüttel. Der historisch überlieferte und noch gebräuchliche Name lautet Fährmühle. Sie verarbeitet Weizen, enthält noch eine Wasserturbine und wird ansonsten aus dem Stromnetz versorgt.

## Lage
Die Mühle befindet sich am rechten Arm der Oker, deren Wasserstand wenige hundert Meter flussaufwärts über ein Wehr reguliert und in den Hauptfluss abgeschlagen wird. Der Mühlengraben verläuft geradlinig in Süd-Nord-Richtung, die Höhendifferenz am Mühlenwehr beträgt knapp drei Meter. Zwischen Ohrum am linken Flussufer und Kissenbrück befand sich ein historischer Okerübergang über zwei Okerarme, die durch eine flache Kiesbank getrennt waren. Heute überspannt eine Brücke die in den 1950er Jahren verlegte Oker. Am rechten Ufer liegt der Ortsteil Hedwigsburg, der durch die dort verlaufende Bahnstrecke Braunschweig–Bad Harzburg zeitweise zum Industriestandort wurde. Politisch  gehörte die rechte Okerseite früher zum Herzogtum Braunschweig, die linke Seite zum Königreich Hannover.
Die umgebende Landschaft des Ostbraunschweigischen Hügellands weist fruchtbare Lössböden auf und ist damit traditionell für den Anbau von Weizen geeignet.

## Geschichte

### Fährmühle
Die erste Erwähnung des verehofs findet sich in einer Nachricht des Hildesheimer Klosters St. Michaelis. Die erste urkundliche Nennung der Mühle erfolgte für 1318, als Herzog Otto der Milde einen Anteil der Mühle an die Braunschweiger Patrizierfamilie Holtnicker verkaufte: „molendium quod dicitur vere“ – die Mühle, die vere genannt wird. Weitere Anteile hielt das Kloster Heiningen, die 1389 an die Herren der Asseburg veräußert wurden. 1421 kaufte die Stadt Braunschweig die Mühle. In einer Fehde des Fürstentums Braunschweig-Wolfenbüttel und der Stadt Braunschweig mit dem Bistum Hildesheim baute die Stadt Mühle burgmäßig aus und versah sie mit einem Turm. Fünf Schützen mit drei Steinbüchsen stellten die Besatzung. 1454 wurden sowohl die Heininger als auch die Braunschweiger Anteile an den Braunschweiger Herzog Heinrich den Friedfertigen verkauft.
Für die Zeit nach dem Dreißigjährigen Krieg liegen Nachrichten über die Pächter der Mühle vor, die 1647 als Vehrde-Mühle bezeichnet wurde. Bedeutende Hochwasserschäden sind für das Jahr 1651 überliefert, woraufhin bis 1655 mit herzoglicher Hilfe eine neue Freiflut-Schleuse und eine Brücke über den nun als Mühlengraben bezeichneten Okerarm gebaut wurden. Später wurden zusätzlich eine Öl- und eine Walkmühle für die Braunschweiger Tuchmacher eingerichtet. Für alle folgenden Jahrhunderte sind Hochwasserschäden mit erheblichen Zerstörungen an den Mühleneinrichtungen überliefert.
Zusammen mit dem Rittergut Hedwigsburg wurde der Mühlenstandort 1769 vom Erbprinzen Karl Wilhelm Ferdinand an die Familie von Münchhausen verkauft. 1820 ging sie in den Privatbesitz der Familie Schwannecke über, die sie für die nächsten Jahrzehnte erfolgreich betrieb und den Schwan als Markenzeichen führte.

### Entwicklung zur Industriemühle
Das Mühlenwesen wurde im 19. Jahrhundert deutschlandweit von der Lohnmüllerei auf eine industrielle Produktion für den regionalen und überregionalen Handel (Handelsmühle) umgestellt. Die Fährmühle war bereits 1910 Lieferant für den Kekshersteller Bahlsen, was auf eine spezialisierte Produktorientierung schließen lässt. Die Mühle wurde in der Zeit zu einer Großmühle umgebaut.
Im 20. Jahrhundert wurde die Produktionsstätte zunächst 1975 von der Bremer Rolandmühle und 1983 direkt von Bahlsen übernommen. Seit 1999 ist die Produktionsgesellschaft unter dem Dach des Familienunternehmens v. Nordeck Holding GmbH & Co. KG in Bielefeld.

## Heutige Produktion
Die Mühle produziert vorwiegend für die Lebensmittelindustrie. Dazu gehören Typenmehle, die Verarbeitung von Weichweizen und die Herstellung von Waffelmehl. Weitere Produkte sind Spezialmehle, die für den Einsatz in Suppen und Soßen geeignet sind, Spezialprodukte sowie Bindemittel für die Holzindustrie. Die Mühlengesellschaft legt Wert auf die regionale Herkunft der verarbeiteten Rohprodukte aus eigenem Vertragsanbau.

## Fischpass

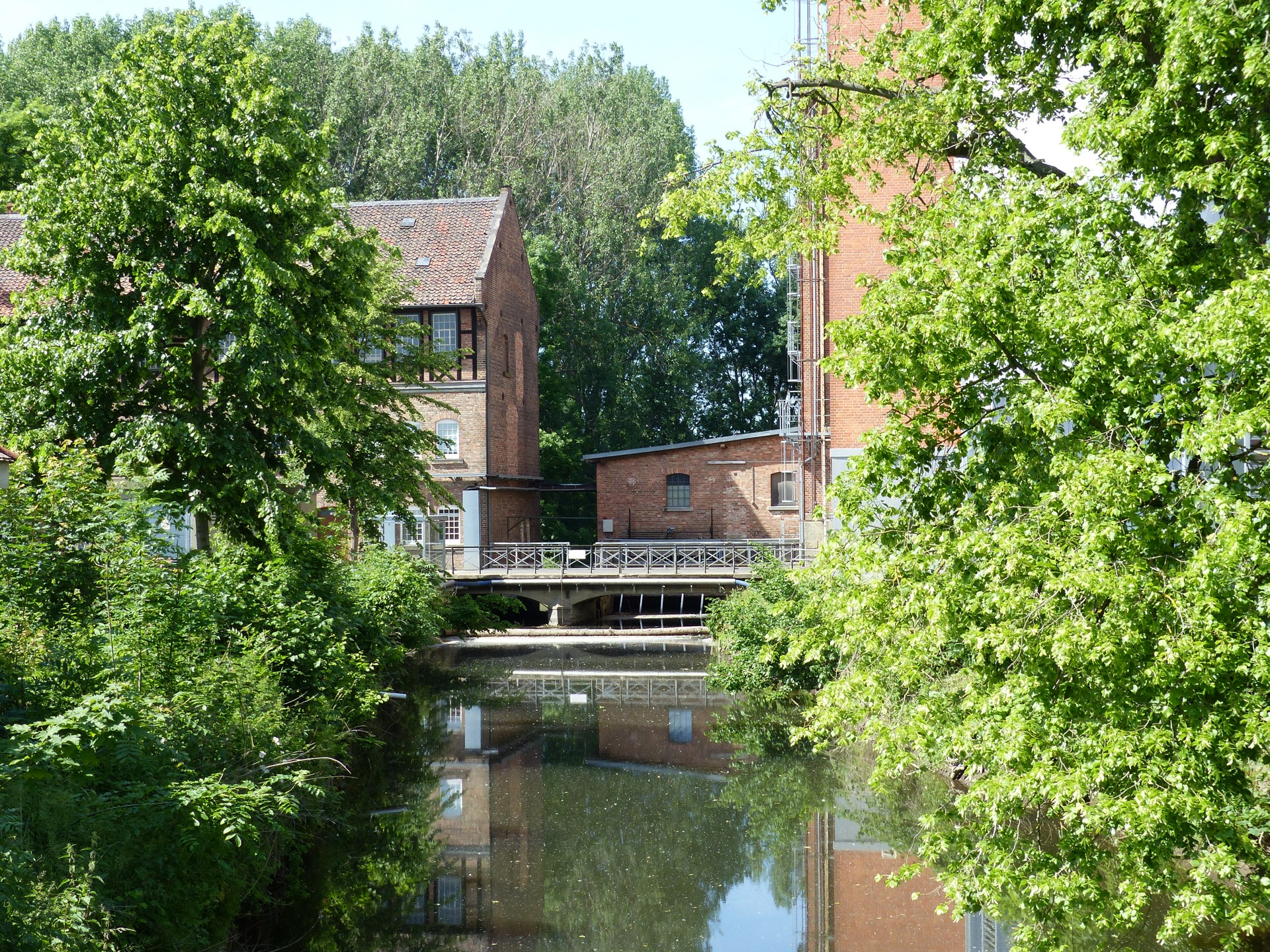
Oberwasser des Mühlenwehrs 2015

Im September 2004 wurde am Mühlenwehr eine Fischtreppe in Form eines Schlitzpasses errichtet, um die Oker insgesamt ökologisch durchgängiger zu gestalten und Hindernisse für Wanderfische zu beseitigen. Die zu überwindende Höhe beträgt 2,97 m und wird durch 23 Becken mit je 1,8 m Länge bewältigt. Für die Errichtung wurde eine der zwei bis dahin noch betriebenen Wasserturbinen ausgebaut, während die zweite mit einem Nenndurchsatz von 3 m3/s in Betrieb bleiben konnte. Die Aller-Oker-Lachsgemeinschaft führte 2006 gemeinsam mit dem NLWKN und Anglervereinen eine Funktionsprüfung durch.

## Sonstiges
Neben der Mühle befand sich früher eine Brauerei namens „Fährburg“, die von 1580 bis ins 18. Jahrhundert betrieben und später für etwa fünfzig Jahre als Gastwirtschaft genutzt wurde.
Beim Umbau der Mühle zwischen 1908 und 1910 fand man alte Fundamente, die möglicherweise auf den Bau des Festungsturms im 15. Jahrhundert zurückzuführen sind.